# Mîndra, Telenești
Mîndra este un sat din cadrul comunei Ratuș din raionul Telenești, Republica Moldova.